# كوستيليولي سالوتسو
كوستيليولي سالوتسو هي بلدية (بلدية) في مقاطعة كونيو في المنطقة الإيطالية بيدمونت، وتقع على بعد 60 كيلومتر (37 ميل) جنوب غرب تورينو وقرابة 20 كيلومتر (12 ميل) شمال كونيو. في 31 ديسمبر 2004، كان عدد سكانها 3212 نسمة وتبلغ مساحتها 15.3 كيلومتر مربع (5.9 ميل2) نسمة. 
تقع كوستيليولي سالوتسو على حدود البلديات التالية: بوسكا، بياسكو، روسانا، فيرتسيولو، فيلافاليتو.

## المدن التوأم - المدن الشقيقة
كوستيليولي سالوتسو مدينة توأم مع:
- بانون ، ألب دي هوت بروفانس، فرنسا
- بومون ليس فالينس، فرنسا
- أوريولو، إيطاليا